# Dub Fire
A  Dub Fire   című lemez Lee "Scratch" Perry és Mad Professor zenészek közös munkája.

## Számok
1. Soul Rebel (4:17)
2. Dub Fire (5:23)
3. Rock This Boat (4:55)
4. Working Man (3:55)
5. Africa Place (3:14)
6. Doctor Dick (3:35)
7. On the Street Again (4:10)
8. Why People Funny (3:08)
9. Come Go with Me (3:53)
10. Keep on Learning (3:52)
11. Covetious (3:28)
12. I Love You (3:40)

## Zenészek
- Lee "Scratch" Perry – vokál
- Robotiks – ritmusgitár
- Urban Breeze – rézfúvósok